# Xã Bertrand, Michigan
Xã Bertrand (tiếng Anh: Bertrand Township) là một xã thuộc quận Berrien, tiểu bang Michigan, Hoa Kỳ. Năm 2010, dân số của xã này là 2.657 người.